# Eggelats
Eggelats, aktuell stavning Ieggelatj, är en sjö i Arjeplogs kommun i Lappland och ingår i Piteälvens huvudavrinningsområde. Sjön har en area på 10,9 kvadratkilometer och ligger 402 meter över havet. Eggelats ligger i Piteälven Natura 2000-område.

## Delavrinningsområde
Eggelats ingår i det delavrinningsområde (735350-162215) som SMHI kallar för Utloppet av Eggelats. Medelhöjden är 412 meter över havet och ytan är 36,42 kvadratkilometer. Räknas de 47 avrinningsområdena uppströms in blir den ackumulerade arean 504,26 kvadratkilometer. Mattaureälven som avvattnar avrinningsområdet har biflödesordning 2, vilket innebär att vattnet flödar genom totalt 2 vattendrag innan det når havet efter 188 kilometer. Avrinningsområdet består mestadels av skog (68 procent). Avrinningsområdet har 11,63 kvadratkilometer vattenytor vilket ger det en sjöprocent på 31,9 procent.

## Kulturmiljö

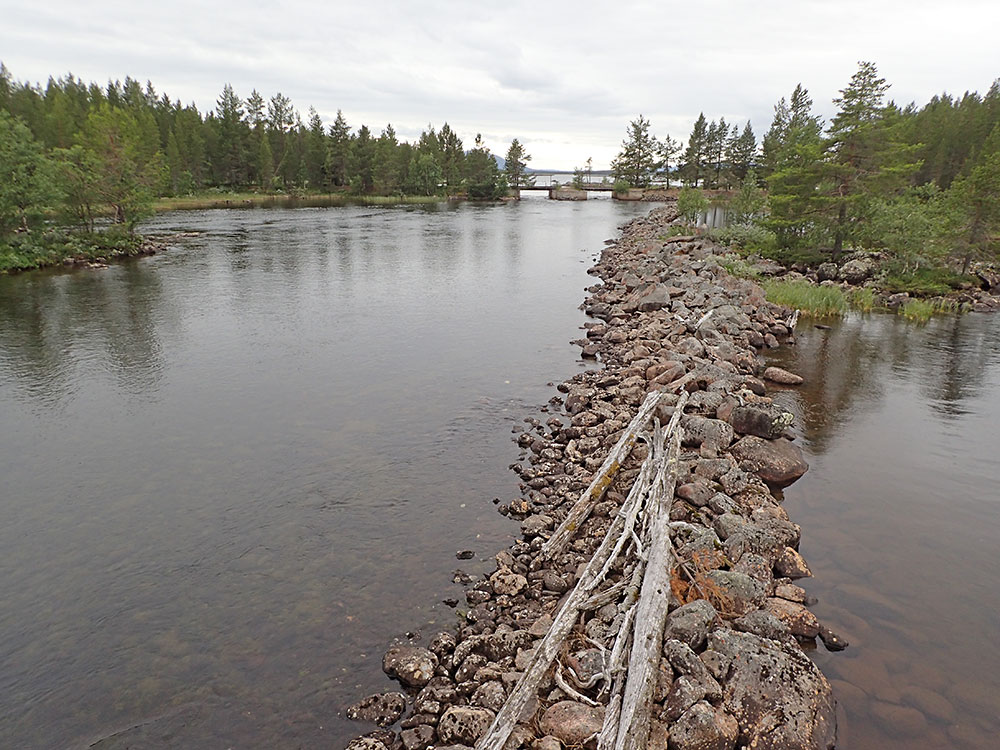
Eggelats södra utlopp med flottningsdammen i bakgrunden samt en ledarm av utrensad sten, avsedd att leda timret rätt.

Eggelats tas upp i Norrbottens läns kulturmiljöprogram eftersom området kring utloppet är en av få flottningsmiljöer där det finns både lämningar efter en flottarkoja och efter flottningsanläggningar i form av stenkistor, en ledarm av sten och en damm. Flottning pågick i Piteälven fram till 1984.